# Parallaxsökare

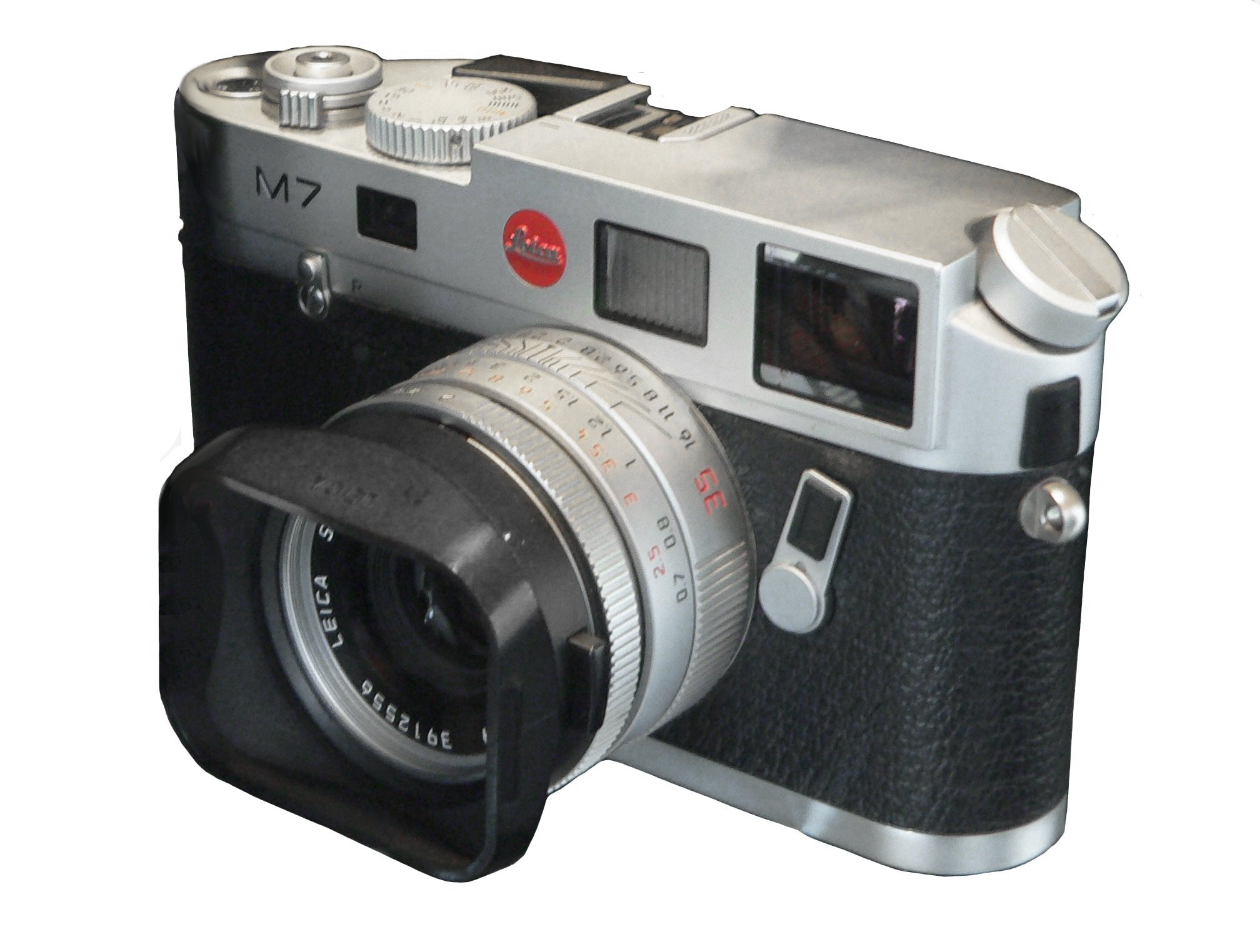
Leica M7 med mätsökare. Sekundärsökaren med den inspeglade bilden är den mörka rutan nedanför slutartidsratten. Den gråare rutan i mitten tar ljus till ramarna för de olika objektiven.

Parallaxsökare är en typ av mätsökare för mätsökarkameror, där avståndsinställningen sker så att i mitten av sökarbilden inspeglas en mindre bild från en annan sökare placerad lite i sidled från den ordinarie sökaren. Dessa båda parallella sökare är av typ enkel genomsiktssökare. När de båda bilderna sammanfaller, är objektet i fokus i fokalplanet, dvs filmen. 
Detta fungerar så att den mindre sökarbilden kan vinklas via länkarmar från objektivets avståndsinställning - ungefär på samma sätt som de mänskliga ögonens pupiller pekar rakt fram när man fokuserar på oändligt avstånd, men vrids alltmer ihop när man betraktar föremål på kortare avstånd. 
Denna typ av sökare kräver stor precision i tillverkningen, särskilt för systemkameror, där man har utbytbar optik. De mest avancerade konstruktionerna var tyska Zeiss Ikon med sin Contax-serie, samt Ernst Leitz GmbH med sin Leica M-serie (som fortfarande finns i produktion). Likaså tyska Voigtländer hade liknande system i t.ex. Vito-serien, men problemet var enklare p.g.a. fast optik. 
Samma princip användes i optiska avståndsmätare. 